# 沈虎雏
沈虎雏（1937年5月—2021年1月1日），男，湖南凤凰人，中华人民共和国学者，北京轻工业学院副教授，曾任第九届全国政协委员。

## 家庭
父亲沈从文。妻子张芝佩。